# Schandau (Schiff, 1864)
Der Raddampfer Schandau wurde 1864 in der Schiffswerft Blasewitz gebaut. Das Schiff wurde mit der Baunummer 10 auf Kiel gelegt. Im Jahr 1892 erfolgte die Umbenennung in  Herzog Friedrich von Anhalt.

## Die Zeit bis 1892
Nach der Indienststellung als Glattdeckdampfer fuhr das Schiff für die Vereinigte Sächsisch-Böhmische Dampfschiffahrt, die im März 1867 in die Sächsisch-Böhmische Dampfschiffahrts-Gesellschaft (SBDG) umgewandelt wurde.
Um es dem Zugriff des Königreiches Preußen zu entziehen, wurde das Schiff im Preußisch-Österreichischen Krieg im Mai 1866 nach Theresienstadt verlegt.
1881 wurde der Zwei-Flammrohr-Kofferkessel durch einen neuen Zwei-Flammrohr-Kofferkessel ersetzt.
Im Jahr 1892 wurde das Schiff an den aus Krippen stammenden Eduard Täubrich verkauft.

## Die Zeit nach dem Verkauf

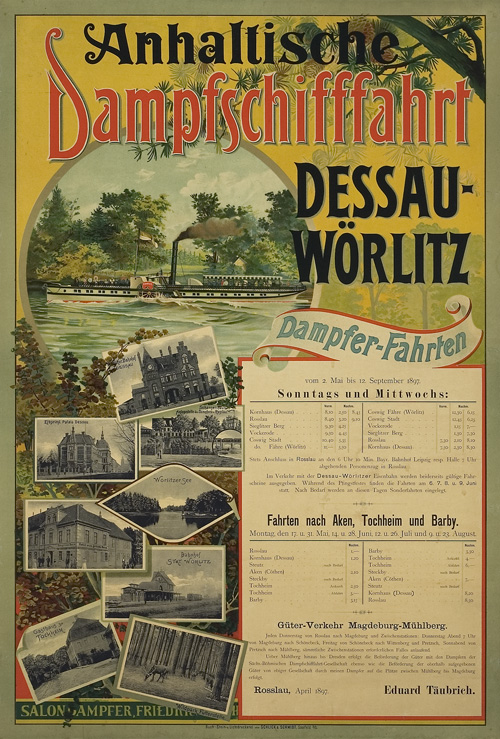
Raddampfer Herzog Friedrich von Anhalt auf einem Werbeplakat

Es kam unter dem Namen Herzog Friedrich von Anhalt bei der Anhaltischen Dampfschifffahrt mit Sitz in Roßlau zum Einsatz. Namensgeber war Friedrich I. von Anhalt. Im Ausflugsverkehr bediente das Schiff die Strecken Kornhaus (Dessau) – Coswig sowie Roßlau – Barby. Daneben wurde es auch als Frachtschiff auf der Strecke Magdeburg –  Mühlberg genutzt.
Im Jahr 1901 wurde es nach Danzig verkauft. Unklar ist, ob der neue Besitzer die Firma Carl Gottlieb Steffens & Söhne (Getreide- und Holz-Handel) oder die Speditions- und Schifffahrtsfirma Emil Berenz war, die 1905 Gottlieb Steffens & Söhne übernahm. Der vermutliche Verkauf nach Russland ist nicht belegt. Der Verbleib des Schiffes ist unbekannt.

## Die Dampfmaschine
Die Maschine war eine oszillierende Niederdruck-Zweizylinder-Zwillings-Dampfmaschine mit Einspritzkondensation mit einer Leistung von 95 PS. Gebaut wurde sie, wie auch der erste Zwei-Flammrohr-Kofferkessel, von John Penn and Sons in Greenwich.
1881 wurde der alte, aus dem Jahr 1864 stammende Zwei-Flammrohr-Kofferkessel durch einen neuen Zwei-Flammrohr-Kofferkessel der Sächsischen Dampfschiffs- und Maschinenbauanstalt der Österreichischen Nordwest Dampfschiffahrtsgesellschaft ersetzt.

## Kapitäne des Schiffes
- August Hermann Froede 1865
- Friedrich Gotthelf Keilig 1866 – 1875
- Carl Protze 1876
- Friedrich August Streidt 1877 – 1883
- Carl Friedrich Hering 1884
- Carl August Bräunling 1885 – 1886
- Carl August Schiller 1887
- unbekannt 1888
- Carl Herman Hönel 1889 – 1891